# Wedelia ramagii
Wedelia ramagii là một loài thực vật có hoa trong họ Cúc. Loài này được (Ridl.) J.U.Santos miêu tả khoa học đầu tiên năm 1993.